# Collections (Delphic)
Collections è il secondo album in studio del gruppo musicale britannico Delphic, pubblicato nel 2013.

## Tracce
1. Of the Young – 3:54
2. Baiya – 4:22
3. Changes – 4:29
4. Freedom Found – 4:20
5. Atlas – 6:10
6. Tears Before Bedtime – 2:50
7. The Sun Also Rises – 3:37
8. Memeo – 3:38
9. Don't Let the Dreamers Take You Away – 5:05
10. Exotic – 4:31